# Lecania mygdon
Lecania mygdon là một loài ruồi trong họ Asilidae. Lecania mygdon được Walker miêu tả năm 1851.